# Campos Challenger
Il Campos Challenger è stato un torneo professionistico di tennis giocato su campi in cemento. Faceva parte dell'ATP Challenger Series. Si giocava annualmente a Campos do Jordão in Brasile.

## Albo d'oro

### Singolare
| Anno | Campione            | Finalista        | Punteggio     |
| ---- | ------------------- | ---------------- | ------------- |
| 1994 | Óscar Ortiz         | Jan Weinzierl    | 7–6, 6–3      |
| 1993 | Non disputato       | Non disputato    | Non disputato |
| 1992 | Richard Matuszewski | Danilo Marcelino | 4–6, 7–6, 7–6 |
| 1991 | Yahiya Doumbia      | Mauro Menezes    | 6–1, 6–3      |
| 1990 | Jaime Oncins        | José Daher       | 6–2, 6–2      |
| 1989 | Mario Tabares       | Danilo Marcelino | 7–6, 6–4      |
| 1988 | Cássio Motta        | Fernando Roese   | 6–4, 4–6, 6–2 |
| 1987 | Luiz Mattar         | Cássio Motta     | 6–3, 6–1      |
| 1986 | Ivan Kley           | João Soares      | 6–7, 7–6, 7–6 |
| 1985 | Dácio Campos        | Nelson Aerts     | 6–7, 6–3, 6–2 |
| 1984 | Non disputato       | Non disputato    | Non disputato |
| 1983 | Rocky Royer         | Carlos Kirmayr   | 7–6, 3–6, 6–3 |
| 1982 | Mark Dickson        | Egan Adams       | 6–3, 6–4      |

### Doppio
| Anno | Campioni                              | Finalisti                        | Punteggio     |
| ---- | ------------------------------------- | -------------------------------- | ------------- |
| 1994 | Patricio Arnold Richard Matuszewski   | Marcelo Saliola Fabio Silberberg | 6–3, 6–4      |
| 1993 | Non disputato                         | Non disputato                    | Non disputato |
| 1992 | José Daher Mario Tabares              | Donald Johnson Tom Mercer        | 6–3, 6–7, 6–3 |
| 1991 | Yahiya Doumbia Jean-Philippe Fleurian | Nelson Aerts Danilo Marcelino    | 6–3, 6–3      |
| 1990 | José Daher Jaime Oncins               | Nelson Aerts Fernando Roese      | 7–6, 6–4      |
| 1989 | Nelson Aerts Fernando Roese (2)       | Stefan Dallwitz Daniel Orsanic   | 6–3, 7–6      |
| 1988 | Ivan Kley (2) Fernando Roese (1)      | Danilo Marcelino Mauro Menezes   | 6–4, 6–4      |
| 1987 | Ivan Kley (1) João Soares             | Carlos Kirmayr Danilo Marcelino  | 6–2, 7–6      |
| 1986 | Dácio Campos (2) Carlos Kirmayr (2)   | Givaldo Barbosa Ivan Kley        | 7–6, 7–5      |
| 1985 | Dácio Campos (1) Carlos Kirmayr (1)   | Luiz Mattar Belus Prajoux        | 6–4, 3–6, 6–4 |
| 1984 | Non disputato                         | Non disputato                    | Non disputato |
| 1983 | Thomaz Koch (2) Jose Schmidt (2)      | Julio Goes Ney Keller            | 7–6, 6–2      |
| 1982 | Thomaz Koch (1) Jose Schmidt (1)      | Givaldo Barbosa João Soares      | 6–2, 6–7, 7–6 |